# Small-Shelly-Fauna
Bei der Small-Shelly-Fauna (SSF) – oft fälschlich auch als „Tommotium Fauna“ bezeichnet – handelt es sich um mineralisierte Fossilien, oftmals nur einige Millimeter groß, die von den letzten Stufen des Ediacarium bis hin zum Ende des frühen Kambriums nahezu lückenlos nachgewiesen werden können. Der Begriff „Small-Shelly-Fauna“ bedeutet „Kleinschalige Fauna“, wobei „klein“ in diesem Fall relativ zu betrachten ist. Die Fossilien sind äußerst verschieden, und es gibt keine offizielle Definition von „Small-Shelly-Fauna“ oder „Small-Shelly-Fossilien“. Sie stammen fast alle aus älteren Gesteinsschichten als bekanntere Fossilien wie z. B. die Trilobiten. Da die meisten SSF dadurch erhalten blieben, dass sie rasch von Phosphat überdeckt wurden und diese Art der Konservierung sich hauptsächlich auf das späte Ediacarium sowie die frühen Kambrium-Perioden beschränkt, ist es durchaus möglich, dass die Tiere, aus denen sie entstanden, bereits vor dieser Zeitspanne auftauchten und auch danach noch existierten.
Einige der Fossilien zeigen vollständige Skelette kleiner Organismen, darunter die mysteriöse Cloudina und einige schneckenartige Weichtiere. Die Masse der Fossilien besteht jedoch aus Fragmenten oder zerbrochenen Überresten größerer Organismen, darunter Schwämme, Weichtiere, schneckenähnliche Halkieriide, Armfüßer, Stachelhäuter und Stummelfüßer-Ähnliche, die möglicherweise nahe Verwandte der Vorfahren der Gliederfüßer waren.
Eine frühe Erklärung für das Auftauchen der SSF – also auch für die Entwicklung von mineralisierten Skeletten – ging von einem plötzlichen Anstieg der Kalzium-Konzentration in den Ozeanen aus. Andererseits bestehen viele Fossilien der SSF aus anderen Mineralien wie z. B. Silizium. Weil aber die ersten Vertreter ungefähr zu der Zeit auftraten, als Organismen erstmals begannen, sich einzugraben, um Räubern zu entgehen, ist es wahrscheinlicher, dass sie frühe Schritte eines evolutionären Wettrüstens zwischen den Räubern und der immer besser geschützten Beute darstellen. Andererseits könnten sich mineralisierte Skelette einfach deswegen entwickelt haben, weil sie stärker und günstiger herzustellen sind als völlig organische Skelette wie die der Insekten. Unabhängig davon trifft es in jedem Fall zu, dass Tiere diejenigen Mineralien benutzten, die ihnen am einfachsten zugänglich waren.
Obwohl Vertreter der SSF aufgrund ihrer geringen Größe und des oftmals bruchstückartigen Zustands schwer zu identifizieren und zu klassifizieren sind, liefern sie dennoch einen wichtigen Beleg dafür, wie sich die Hauptgruppen der marinen Wirbellosen entwickelten, vor allem aber für das Tempo und den Ablauf der Kambrischen Explosion. Sie schließen nicht nur die frühesten bekannten Vertreter einiger moderner Stämme ein, sondern besitzen zudem den großen Vorteil, dass sie uns eine lückenlose Aufzeichnung über frühe kambrische Organismen liefern, deren Körper bereits Hartteile besaßen.

## Entdeckungsgeschichte
Die Bezeichnung „Small Shelly Fossils“ (zu Deutsch: kleinschalige Fossilien) wurde erstmals im Jahr 1975 von Samuel Matthews und V.V. Missarzhevsky benutzt. Genaugenommen handelt es sich um eine Fehlbezeichnung, denn, so Stefan Bengtson, „sie sind nicht immer klein, sie haben häufig keine Schalen – und die Beschreibung würde ebenso gut zu Strandschnecken aus dem Pleistozän passen.“ Paläontologen fanden jedoch keine bessere Bezeichnung und machten ihrer Frustration darüber mit Parodien wie „small silly fossils“ (zu Deutsch: Kleine dumme Fossilien) oder „small smellies“ (zu Deutsch: Kleine Stinker) Luft. Der Begriff wird oftmals mit „small shellies“ oder einfach „SSF“ abgekürzt.
Die überwiegende Mehrheit aller morphologischen Merkmale späterer Schalentiere ist bereits bei den SSF erkennbar. Bisher hat niemand versucht eine formale Definition der Begriffe „Small-Shelly-Fauna“, „Small-Shelly-Fossilien“ oder anderer ähnlicher Bezeichnungen vorzunehmen.
Einzelne Exemplare und manchmal sogar recht umfangreiche Ansammlungen dieser Fossilien wurden bereits zwischen 1872 und 1967 entdeckt, aber zunächst folgerte niemand daraus, dass das frühe Kambrium zusätzlich zu den traditionell bekannten Trilobiten, Archaeocyathiden und anderen über ein breiteres Spektrum an Tieren verfügt hätte. In den späten 1960er Jahren entdeckten sowjetische Paläontologen sogar noch umfangreichere Vorkommen von SSF in Schichten unterhalb derer, die kambrische Trilobiten enthielten. Demzufolge mussten diese Tiere älter als die Trilobiten sein. Unglücklicherweise waren die Unterlagen, die diese Entdeckungen beschrieben nur auf Russisch verfügbar, so dass die Dokumente von Matthews und Missarzhevsky erst 1975 zum ersten Mal außerhalb des russischen Sprachraums die Aufmerksamkeit auf die SSF lenkten.
Es gab bereits eine lebhafte Debatte über die frühe Evolution der Tiere. Preston Cloud behauptete 1948 und 1968, der Prozess sei „explosiv“ gewesen, und in den frühen 1970er Jahren entwickelten Niles Eldredge und Stephen Jay Gould ihre Theorie des punctuated equilibrium, welche die Evolution als lange Intervalle relativer Stase unterbrochen von kurzen Perioden rapider Änderungen betrachtete. Andererseits vertraten ungefähr zur gleichen Zeit sowohl Wyatt Durham als auch Martin Glaessner die Auffassung, das Tierreich hätte bereits im Proterozoikum eine lange Geschichte gehabt, die lediglich aufgrund fehlender Fossilien bis dato unentdeckt geblieben sei.

## Verbreitung
Ansammlungen mit hoher Biodiversität wurden in China, der Mongolei, Kasachstan, Australien und der Antarktis entdeckt, während weitere Funde in Indien, Pakistan, dem Iran, Europa und Nordamerika eine eher mittelmäßige Diversität aufweisen.
Es gibt verschiedene Ansichten hinsichtlich der Zeitspanne der Small-Shelly-Fauna. Die russischen Funde der späten 1960er Jahre wurden dem Tommotium, einem Zeitalter aus der Kambrium-Periode, zugeordnet und für einige Zeit wurde die Bezeichnung „Small-Shelly-Fauna“ ausschließlich für dieses Zeitalter verwendet, was die fälschliche Bezeichnung „Tommotium-Fauna“ erklärt. Andererseits schließt Bengtson in „SSF“  ediacarische Fossilien wie Cloudina und post-tommotische Fossilien wie Microdictyon aus dem Maotianshan-Schiefer mit ein. Einige Fossilien der SSF wurden sogar in Schichten zusammen mit Fossilien von Trilobiten gefunden. Es wurde angenommen, das Massenaussterben am Ende des Botomium, einem Zeitalter des frühen Kambrium, hätte die meisten der SSF vernichtet. Im Jahre 2004 wurde jedoch von halkieriiden Fossilien in Gestein aus dem mittleren Kambrium berichtet, das im Georgina-Becken in Australien gefunden wurde.

## Art der Konservierung
Typische SSF sind, wenn auch nicht immer, in Phosphaten konserviert, was möglicherweise auch ihrer ursprünglichen mineralischen Zusammensetzung entspricht. Man trennt sie mit Hilfe schwacher Säuren vom Kalkstein, üblicherweise Essigsäure; die phosphatisierten Fossilien bleiben dabei übrig, nachdem das Gestein sich aufgelöst hat. Konservierung durch eine reine Phosphatschicht scheint während des frühen Kambrium sehr verbreitet gewesen zu sein, wurde aber mit der Zeit aufgrund der zunehmenden Durchmischung des Meeresgrundes durch grabende Lebewesen seltener. Wären sie jedoch nicht auf diese Art konserviert worden, würden SSF sich gemeinsam mit dem Gestein in den Säuren auflösen, die für die Freilegung benutzt werden. Es wäre daher durchaus möglich, dass die Tiere, welche diese Fossilien hinterließen, auch vor oder nach der Periode gelebt haben, der man sie heute zuordnet, jedoch bisher nicht erfolgreich vom Gestein getrennt werden konnten – das bisher angenommene Aussterben der meisten SSF zum Ende des Kambrium hat daher möglicherweise gar nicht stattgefunden.
Über Jahrzehnte nahm man an Halkieriiden, deren Schildplatten eine typische Art der SSF darstellen, seien während des Massen-Aussterbens zum Ende des Botomium verschwunden; aber im Jahre 2004 wurde von halkieriiden Schildplatten in australischen Felsen des Mittel-Kambrium berichtet, einer Zeit gut 10 Millionen Jahre danach.

## Mineralische Bestandteile der Schalen
Fossilien der SSF bestehen aus einer Vielzahl von Mineralien, aber vor allem aus Silizium, Kalziumphosphat und Kalziumkarbonat. Die Auswahl der Mineralien, welche die einzelnen Organismen nutzten, wurde zunächst von der chemischen Zusammensetzung der Ozeane beeinflusst, in denen sich diese Organismen entwickelten. Später wurden diese Mineralien jedoch unabhängig von deren Zusammensetzung weiterhin verwendet. So verwendeten beispielsweise während der Periode des Ediacarium und in der Übergangsphase zum Kambrium Tiere, die Kalziumkarbonat nutzten, das Aragonit. Andererseits verwendeten Tiere, die zuerst während des Tommotium auftauchten ein anderes Mineral namens Kalzit.
Eine kürzlich entdeckte neuzeitliche Gastropoden-Art, die in der Nähe von Thermalquellen in der Tiefsee lebt, zeigt den Einfluss sowohl früherer als auch aktueller lokaler chemischer Milieus: Die Schale dieser Tiere besteht aus Aragonit, wie man es auch in frühesten fossilen Weichtieren finden kann; aber sie besitzen auch Schildplatten an der Seite ihres Fußes, die mit den Eisen-Sulfiden Pyrit und Greigit mineralisiert sind. Diese Mineralien konnte man vorher noch nie in irgendeinem Lebewesen nachweisen, aber sie gehören zu den Inhaltsstoffen, die in großen Mengen von den Schloten der Thermalquellen ausgestoßen werden.
Die Methoden des Schalenaufbaus sind innerhalb der SSF äußerst variabel und in den meisten Fällen sind die exakten Mechanismen nicht bekannt.

## Evolutionäre Bedeutung
An einigen Fundorten weisen bis zu 20 % der Cloudina-Fossilen eine Art Bohrungen auf. Hierbei handelt es sich um Löcher, von denen man annimmt, dass sie von Raubtieren erzeugt wurden. Ähnliche Fossilien der Art Sinotubulites, die oftmals an den gleichen Fundorten entdeckt wurden, wiesen keine solchen Bohrungen auf. Zusätzlich weist die Verteilung der Löcher in Cloudina-Fossilien auf eine Selektion hinsichtlich der Größe hin, denn die größten Löcher befinden sich in den größten Schalen. Dieses Indiz für selektive Angriffe von Raubtieren legt die Vermutung nahe, dass sich neue Arten als Reaktion auf ebendiese Angriffe entwickelten, was häufig als mögliche Ursache für die rapide Zunahme der Artenvielfalt im frühen Kambrium dargestellt wird.
Die SSF liefern ein relativ konstantes Bild durch das gesamte frühe Kambrium, weswegen sie nützlichere Einblicke in die kambrische Explosion bieten als Vorkommen in anderen Fossillagerstätten. Obwohl die meisten der SSF nur schwer zu identifizieren sind, ergeben sich Indizien in Form von Fossilien, die bereits in moderne Taxa, oder in die Kronengruppen ihrer evolutionären „Tanten“ oder „Cousinen“ eingeordnet wurden. Mit ihrer Hilfe können Wissenschaftler abschätzen, in welcher Form und Geschwindigkeit die Entwicklung der Tiere stattfand. Solche Schätzungen zeigen, dass die frühesten Vertreter der SSF gleichzeitig die einfachsten sind. Mit fortschreitender Zeit können sie innerhalb einer Kronengruppe in immer eindeutigere Stämme eingeordnet werden. Die frühesten (ediakarischen) Small Shellies kann man nur bedingt als diploblastisch betrachten, da sie zumindest aus zwei Gewebeschichten bestehen. Spätere Schalen sind schon eindeutiger als diploblastisch zu bezeichnen. Ihnen folgen mit den Helcionelliden die ersten SSF, die man den Mollusken zuordnen kann.
Bei näherer Betrachtung der jüngeren SSF werden die Hinweise für eine Einordnung in bestimmte Stämme immer klarer und mit Beginn des Atdabanium können einige SSF bereits zu einer Kronengruppe der modernen Stämme, den Echinodermen, gerechnet werden. Daraus gewinnt man den Eindruck, dass die ersten Tiere der SSF aus dem späten Ediacarium bereits grundlegende Teile der späteren Stämme darstellen, wobei die einzelnen Stämme eher nach und nach in einer schnellen, aber dennoch nachvollziehbaren und geordneten Weise auftauchten als in einem plötzlichen Durcheinander. Darin zeigt sich die eigentliche Geschwindigkeit der kambrischen Explosion.